# Ester-Margaret von Frenckell
Ester-Margaret von Frenckell, född Lindberg 12 juni 1890 i Helsingfors, död där 27 juni 1974, var en finländsk teaterhistoriker. Hon var gift med Erik von Frenckell och mor till Vivica Bandler.
von Frenckell blev filosofie doktor 1944. Hon var 1953–1962 docent i teaterhistoria vid Helsingfors universitet och från 1961 vid Åbo Akademi. Hon ägnade sig bland annat åt forskningar i det tidiga 1800-talets nöjesliv i Helsingfors och utgav vid sidan av det stora verket Offentliga nöjen och privata i Helsingfors 1812–1827 (2 band, 1943–1947) en lång rad teaterhistoriska arbeten, bland annat essäsamlingen Om teater (1966) och ABC för teaterpubliken (1972). Hon erhöll professors titel 1966.

## Utmärkelser
- Riddartecknet av I klass av Finlands Vita Ros’ orden,  1950[1]
- Finlands Olympiska förtjänstkors av 1 klass,  1952[2]
- Vinterkrigets minnesmedalj[1]
- Förtjänstkorset av Finlands Vita Ros’ orden[3]

[Redigera Wikidata]